# Christian Grascha

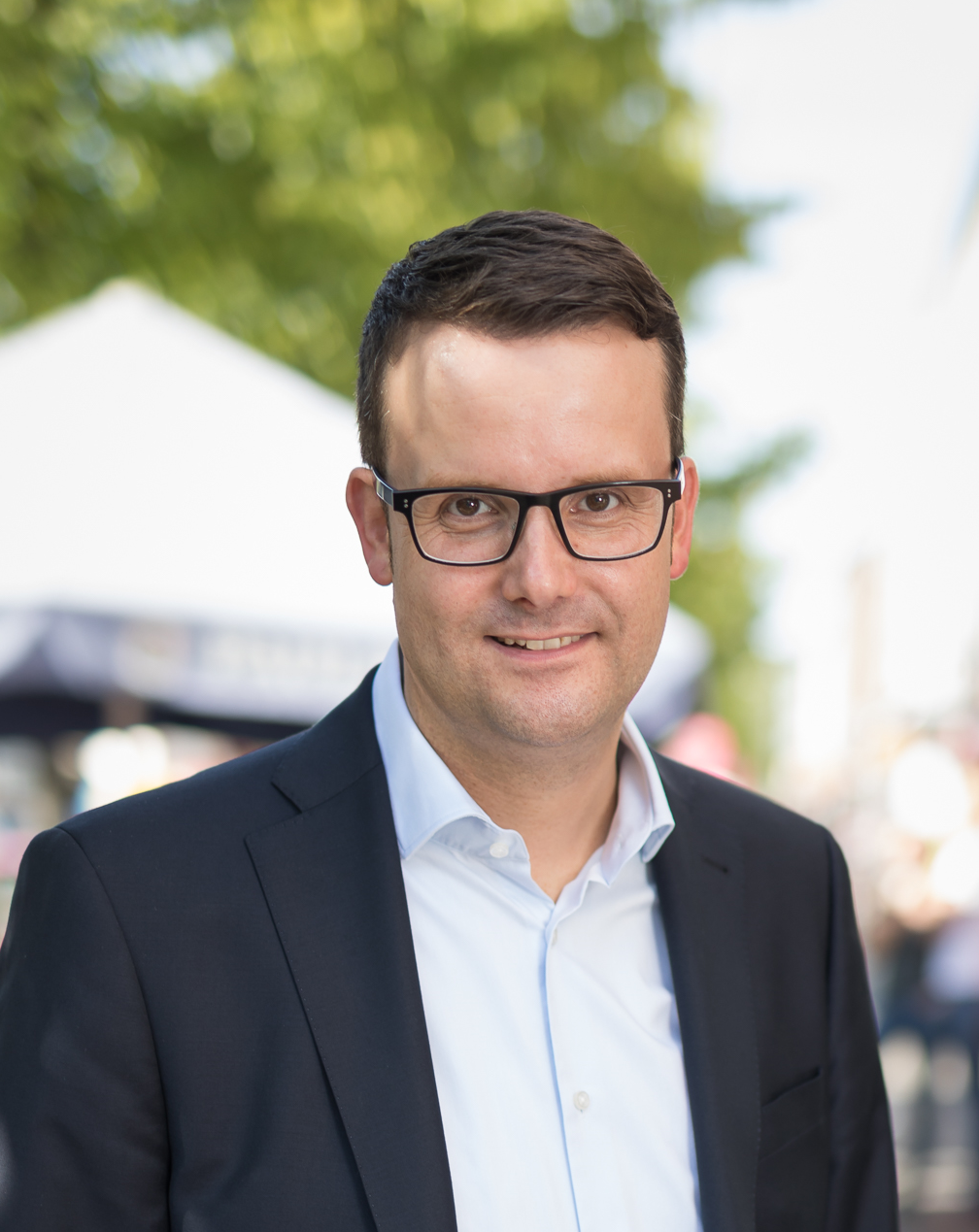
Christian Grascha, 2017

Christian Grascha (* 16. Oktober 1978 in Einbeck, Landkreis Northeim) ist ein deutscher Politiker (FDP) und war von Februar 2008 bis Oktober 2022 Abgeordneter des Niedersächsischen Landtags. Er war Parlamentarischer Geschäftsführer der FDP-Fraktion.

## Leben und Beruf
Christian Grascha machte nach dem Realschulabschluss an der Löns-Realschule in Einbeck Ausbildungen zum Industriekaufmann, Finanzwirt (bbw), Masterconsultant in Finance und Finanzanlagenfachmann IHK. Seit 2013 ist er geschäftsführender Gesellschafter des Finanzberatungsunternehmens BZH Finanz GmbH & Co. KG mit Sitz in Hevensen, Stadt Hardegsen. 
Nach dem Ausscheiden aus den Landtag wird er zum 1. Januar 2023 im Rahmen einer Elternzeitvertretung Leiter der Geschäftsstelle Göttingen der Industrie- und Handelskammer Hannover.
Grascha ist verheiratet und wohnt mit seiner Frau und seinen beiden Töchtern im Einbecker Stadtteil Salzderhelden.

## Politik
Christian Grascha trat 1997 Mitglied den Jungen Liberalen und der FDP bei. Seit 2004 ist er Vorsitzender des FDP-Kreisverbandes Northeim, seit 2010 Vorsitzender des FDP-Bezirksverbandes Süd-Niedersachsen. Seit 2008 ist er Mitglied des Vorstandes des FDP-Landesverbandes Niedersachsen, seit 2010 als Schatzmeister.
Grascha war von 2001 bis 2011 Ratsherr und zudem von 2001 bis 2010 stellvertretender Bürgermeister der Stadt Einbeck. Seit der Kommunalwahl 2011 gehört er dem Kreistag des Landkreises Northeim an, derzeit als Vorsitzender der FDP-Fraktion. Von 2016 bis 2021 war er stellvertretender Landrat.
Bei den Landtagswahlen 2003, 2008, 2013, 2017 und 2022 kandidierte Christian Grascha als Direktkandidat im Wahlkreis Einbeck und auf der FDP-Landesliste. Da Stefan Birkner nach der Landtagswahl 2008 Staatssekretär wurde und sein Landtagsmandat abgab, rückte Grascha am 27. Februar 2008 nach und zog in den Landtag ein. Ab 2009 war er Parlamentarischer Geschäftsführer der FDP-Landtagsfraktion. 2013 und 2017 wurde er jeweils über die Landesliste wiedergewählt. Er war Mitglied des Ältestenrates und des Ausschusses für Haushalt und Finanzen. Grascha war haushalts- und finanzpolitischer Sprecher sowie Sprecher für Unternehmensgründungen seiner Fraktion. Zudem war Grascha Schatzmeister der FDP-Fraktionsvorsitzendenkonferenz und Leiter der dortigen Arbeitsgruppe Finanzen.
Bei der Landratswahl am 12. September 2021 im Landkreis Northeim forderte Grascha als gemeinsamer Kandidat von FDP und CDU die Amtsinhaberin Astrid Klinkert-Kittel (SPD) heraus. Er erreichte 40 % der Stimmen, Klinkert-Kittel 60 %.
Da die FDP bei der Landtagswahl 2022 mit 4,7 Prozent der Stimmen an der Fünfprozenthürde scheiterte, verpasste Grascha den Wiedereinzug in den Landtag und schied im November 2022 als Abgeordneter aus.